# MAMBA (контрбатарейний радар)
MAMBA / ARTHUR (акроними від "mobile artillery monitoring battlefield asset" / "artillery hunting radar") — це мобільна система з пасивною фазованою антенною решіткою С-диапазону, що застосовується для виявлення ворожої польової артилерії. Контрбатарейний радар розроблялася як ключовий елемент системи контрбатарейного виявлення на рівні бригади або дивізіону.
Систему ARTHUR було розроблено у співпраці між Збройними силами Норвегії, Збройними силами Швеції та Ericsson Microwave Systems. Назва MAMBA використовується Британською армією.
Після продажу EMW компанії Saab, подальшим розвитком системи займається Saab AB Electronic Defense Systems та  Saab Technologies Norway AS.
Транспортним засобом, на якому перевозився радар, спочатку був Bandvagn 206, розроблений і виготовлений компанією Hägglunds, але тепер його частіше доставляють на вантажівках із кріпленнями ISO.

## Опис
MAMBA / ARTHUR виявляє ворожу артилерію, відстежуючи снаряди у польоті. Існує чотири основні модифікації радара: Mod A, Mod B, Mod C, Mod D.
- Mod A може локалізувати гармати на відстані 15–20 км і міномети калібру 120 мм на відстані 30–35 км із круговою похибкою, ймовірною, 0,45 % дальності. Це достатньо точно для ефективного контрбатарейного вогню своїми артилерійськими батареями. ARTHUR може працювати як окремий радар середньої дальності або система визначення місцезнаходження зброї великої дальності, що складається з двох-чотирьох радарів, що працюють узгоджено. Ця гнучкість дозволяє системі підтримувати постійне спостереження за зоною інтересу.
- Mod B відповідає вимогам британської армії MAMBA щодо визначення місцезнаходження гармат, мінометів або ракет. Він може локалізувати гармати на відстані 20–25 км і міномети калібру 120 мм на відстані 35–40 км із вірогідною круговою похибкою 0,35 % дальності. MAMBA успішно використовувався британською армією в Іраку та Афганістані, готовність склала 90%.
- Mod C має більшу антену та може виявляти гармати на відстані 31 км, міномети на відстані 55 км і ракети на відстані 50–60 км залежно від їх розміру, а також локалізувати цілі зі швидкістю 100 цілей на хвилину з CEP 0,2% від дальності для гармат і ракет і 0,1% для мінометів.
- ARTHUR WLR Mod D матиме кілька покращень, у тому числі приладову дальність до 100 км, точність 0,15% дальності та охоплюватиме дугу 120°. Дальність виявлення становить від 0,8 до 100 км і може зрости до 200 км. Одночасно можна відстежувати понад 100 цілей.

Радар можна перевозити на C-130 або доставити під важким гелікоптером, таким як Chinook. Його рухливість у повітрі дозволяє використовувати його легкими силами швидкого реагування, такими як повітряно-десантні та морські підрозділи.

## Режими використання

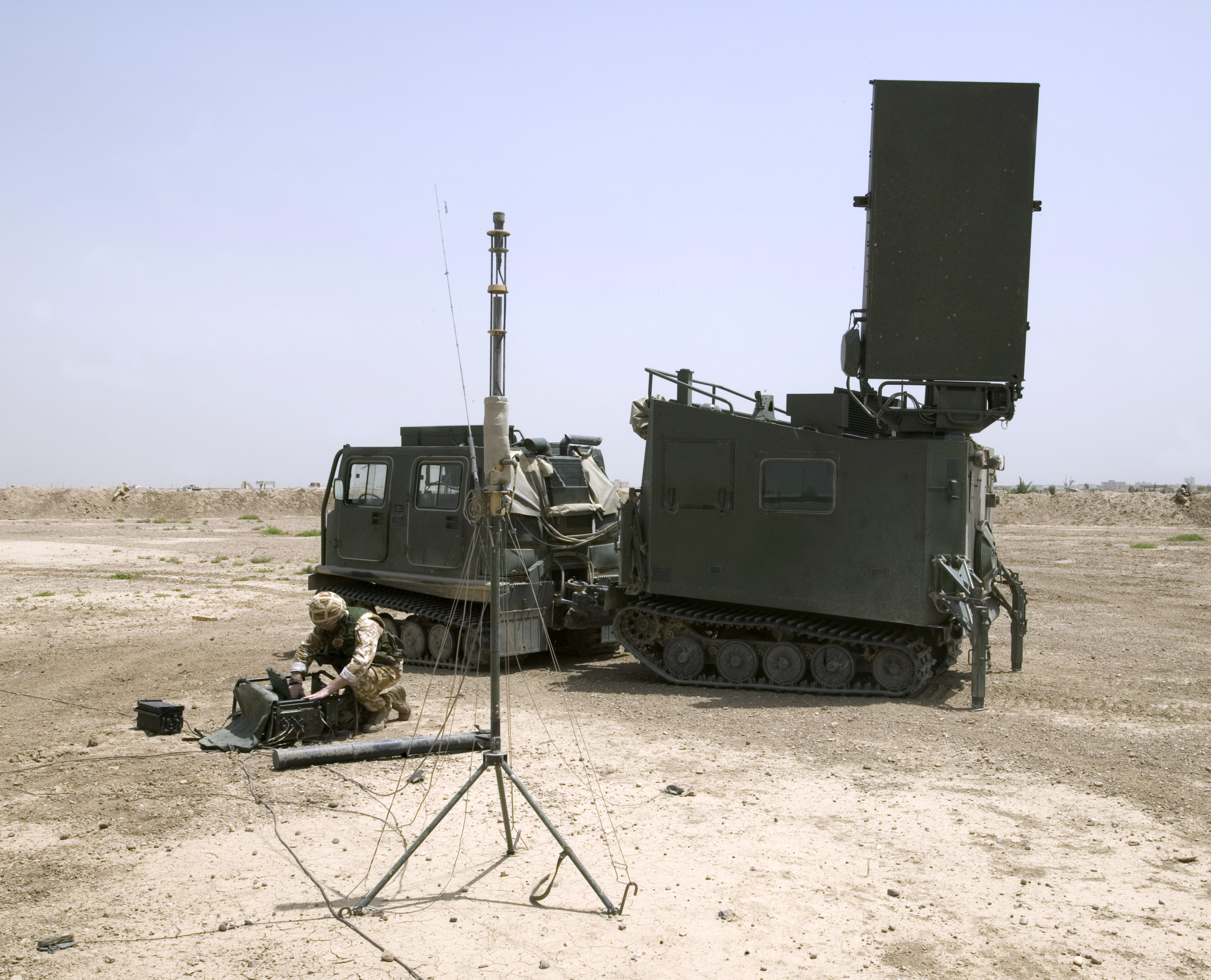
Mobile artillery monitoring battlefield radar in Al Amarah, Iraq, being used by K Battery 5th Regiment Royal Artillery (RA). Shown placed in a BV-206 vehicle.

ARTHUR може працювати у двох основних режимах: визначення місцезнаходження зброї та визначення напрямку вогню.

### Визначення місцезнаходження зброї
Режим використовується для визначення місця розташування гармат, мінометів або ракетних установок, які вели вогонь, і зони їх ураження.  Виявляючи ворожу артилерію, радар відстежує траєкторію висхідного руху снарядів, розраховує точки їхнього походження та попадання та разом з іншою інформацією відображає її оператору(ам) радара. Залежно від національної тактики, техніки, процедур, наказів командира та ситуації ця інформація може бути використана для сповіщення будь-яких військ у зоні удару та ураження ворожих батарей контрбатарейним вогнем. Якщо користувачі мають цифрові комунікаційні мережі, ці повідомлення можуть надсилатися автоматично.
MAMBA / ARTHUR може визначити, чи є артилерійська установка артилерійським, ракетним або мінометним, на основі кривої траєкторії, швидкості боєприпасу та його дальності.

### Визначення напрямку вогню
Режим використовується для наведення вогню власної артилерії на координати цілі.
Швеція також використовує радар для калібрування визначення початкової швидкості по дальності падіння снарядів (калібрування "fall of shot").

## Загрози
Радари легко виявляються та локалізуються, якщо ворог має необхідні можливості електронних заходів підтримки (ESM/ELINT). Наслідками такого виявлення, ймовірно, буде атака артилерійським вогнем, літаками (включаючи протирадарні ракети) або радіоелектронне придушення. За інших обставин головною загрозою є наземна атака прямою наводкою або вогонь з непрямої наводки на короткій дистанції. Звичайними заходами проти першого є використання радіолокаційного горизонту для захисту від наземного виявлення, мінімізація часу передачі, розгортання радарів поодинці та часті переміщення. Шведські підрозділи ARTHUR зазвичай діють групами по три особи, які охороняють найближче оточення.

## Оператори
- – Канадська армія[2][неавторитетне джерело][3]

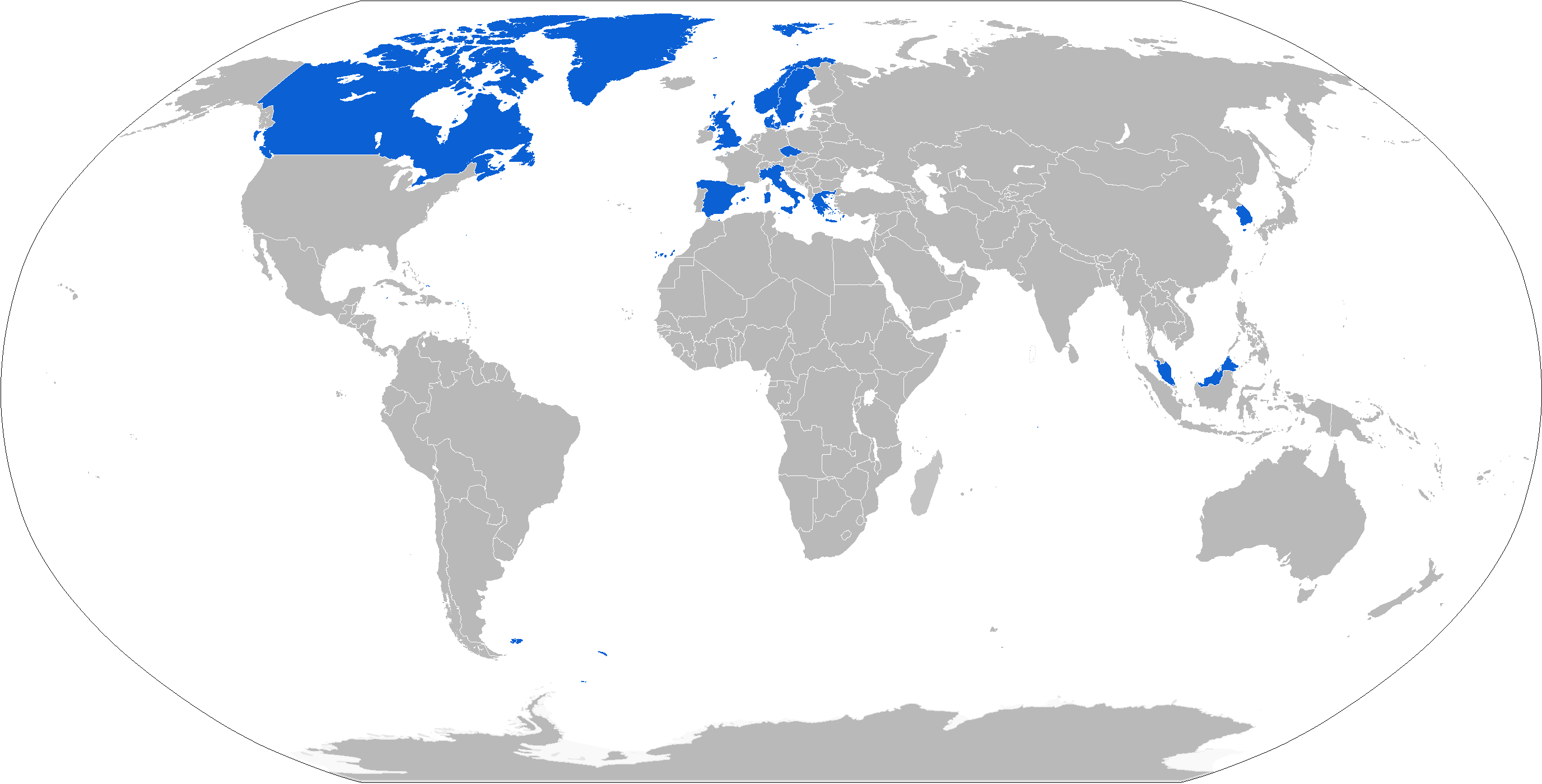
Map with ARTHUR radar operators in blue

- – Чеська армія: 3 одиниці[2][3][4]
- – Данська армія: виводяться з експлуатації[2][3]
- – Грецька армія[2][3]
- – Італійська армія.[2][3]
- [2]
- ,[2][3] замінюється 2024 р. п'ятьма Thales Ground Master 200 MM/C[5]
- [2]
- [1][3][6]
- [2][3]
- [2][3]
- – Британська армія[2][3][7]
- – Збройні сили України: невідому кількість було передано Великобританією[8]

## Дивись також
- AN/TPQ-36
- AN/TPQ-37
- Радар SLC-2